# Raymond K. Beahan
Raymond K. Beahan, noto anche con lo pseudonimo di Kermit (Joplin, 9 agosto 1918 – Clear Lake City, 9 marzo 1989), è stato un militare e aviatore statunitense, tristemente famoso per essere stato il puntatore e addetto allo sgancio bombe del BOCKSCAR, il Boeing B-29 Superfortress che il 9 agosto 1945 sganciò la bomba atomica denominata Fat Man su Nagasaki.

## Biografia

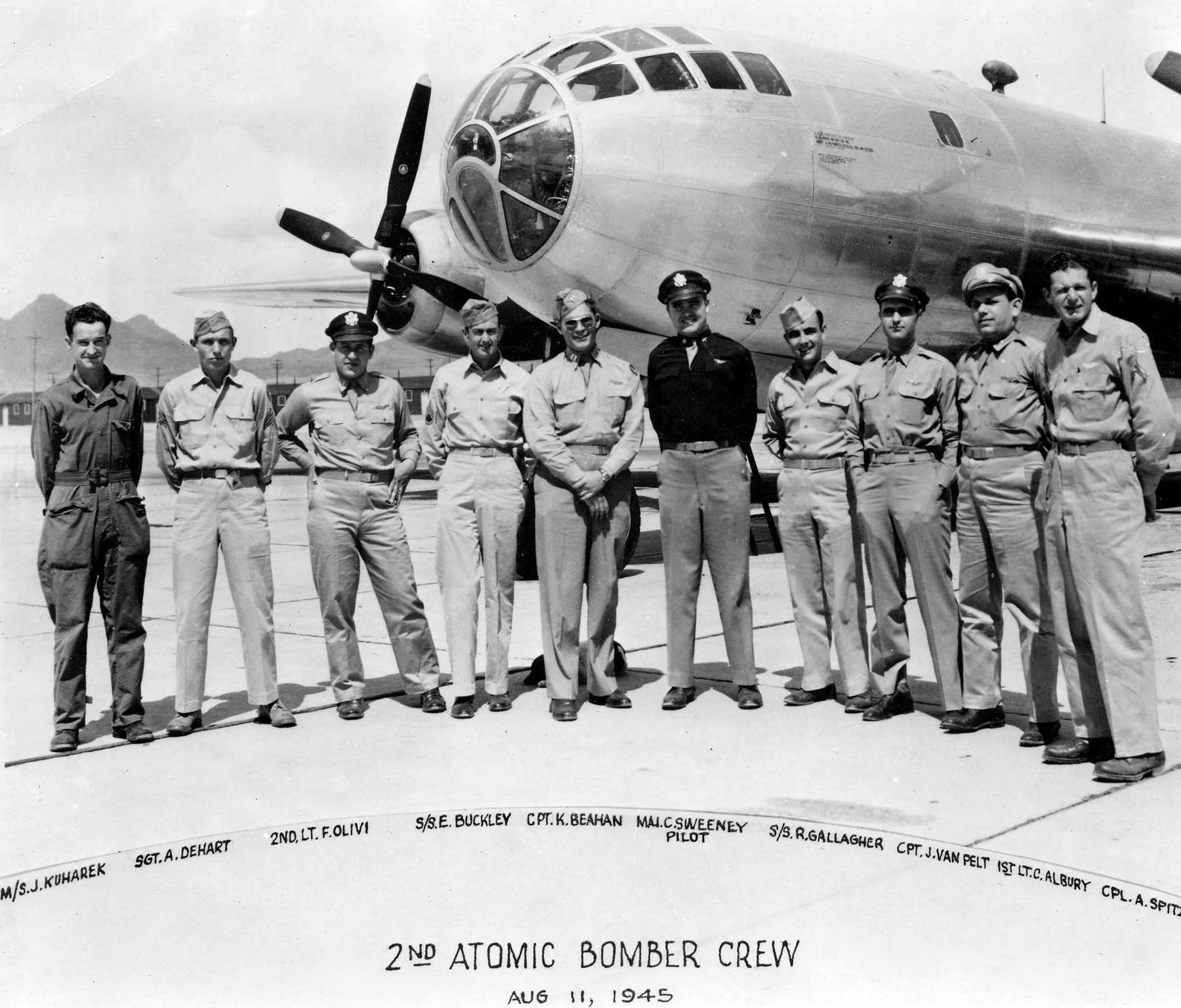
L'equipaggio C-15 che portò a termine il bombardamento di Nagasaki.

Nato a Joplin, nel Missouri, Beahan frequentò negli anni Trenta l'Università Rice, a Houston, grazie ad una borsa di studio per il football americano. Nel 1939 si arruolò quindi nelle forze aeree dell'esercito statunitense come cadetto aviatore, ma fu escluso dal programma di addestramento piloti, diventando invece un puntatore addetto al bombardamento. Dopo l'entrata in guerra degli Stati Uniti d'America a seguito dell'attacco di Pearl Harbor, egli fu assegnato al 97º Gruppo Bombardieri e prese parte ai primi bombardamenti effettuati dai Boeing B-17 Flying Fortress sull'Europa. Nell'estate del 1944, Beahan venne reclutato dall'allora colonnello Paul W. Tibbets come parte del 509th Composite Group, creato appositamente per sganciare la bomba atomica.
Beahan partecipò quindi alla prima missione atomica che il 6 agosto 1945 portò allo sgancio della bomba atomica denominata Little Boy su Hiroshima. In particolare egli era a bordo del bombardiere The Great Artiste, il quale agì come aereo di supporto addetto al controllo delle condizioni atmosferiche e che fu così chiamato proprio in riferimento a Beahan, egli era stato infatti così soprannominato presumibilmente perché poteva "colpire un barile di sottaceti con una bomba da 30.000 piedi" o perché era "il più premuroso con il gentil sesso".
Per la missione di bombardamento di Nagasaki, invece, Beahan, che quel giorno compiva ventisette anni, e il resto dell'equipaggio del The Great Artiste, furono spostati sul BOCKSCAR, il bombardiere addetto allo sgancio della bomba. L'ammiraglio Frederick L. Ashworth, che partecipò alla missione in qualità di addetto alla bomba prima dello sgancio, riferì che fu proprio Beahan a salvare la missione trovando uno spiraglio tra le nuvole che consentì di avere la visuale giusta per portare avanti il bombardamento della città. Lo scoppio della bomba, sganciata effettivamente da Beahan, uccise tra le 35 e le 40.000 persone.
Alla fine della guerra, il totale delle sue missioni contava tredici missioni sopra l'Europa, in due delle quali il suo aereo fu colpito e costretto ad atterraggi di emergenza, diciassette sopra il Nord Africa, e anche in questo caso il suo aereo fu colpito e costretto ad atterrare per due volte, e cinque missioni sul fronte del Pacifico, incluso il bombardamento di Nagasaki.
A seguito della resa del Giappone, Beahan tornò negli Stati Uniti d'America come parte dell'equipaggio che, nel 1945 al comando del tenente generale Barney M. Giles, batté il record nella tratta Giappone - Washington D.C.. Una volta rientrato in patria rimase in aeronautica come istruttore di bombardamento fino al 1964, quando fu congedato come tenente colonnello. Dopo il congedo, lavorò quindi come redattore tecnico per l'azienda di costruzione Brown & Root fino al 1985.
Nel 1985, in occasione del quarantesimo anniversario del bombardamento di Nagasaki, Beahan disse che non si sarebbe mai scusato per quanto aveva fatto e che egli era stato addirittura ringraziato per il suo ruolo da un gruppo di 25 giapponesi. Egli aggiunse che il bombardamento fu "il miglior modo per uscire da quel casino" e che sperava con tutto il cuore di rimanere l'ultimo uomo ad aver mai sganciato una bomba atomica sulle persone.
Kermit Beahan morì a causa di un attacco cardiaco il 9 marzo 1989, lasciando la moglie, Teresa Lavery, di Belfast, e fu sepolto nel cimitero nazionale di Houston. Alle sue esequie, Charles W. Sweeney, pilota prima del The Great Artiste e poi del BOCKSCAR nel bombardamento su Nagasaki, disse: «Battezzammo il nostro aereo come lui. Eravamo soliti chiamarlo "The Great Artiste". Era davvero bravo nel suo lavoro. Era la miccia di tutto il nostro equipaggio. Gli volevamo tutti bene. Lo chiamavamo anche "Honeybee" perché era così gentile».